# Xysticus kashidi
Xysticus kashidi är en spindelart som beskrevs av Benoy Krishna Tikader 1963. Xysticus kashidi ingår i släktet Xysticus och familjen krabbspindlar. Inga underarter finns listade i Catalogue of Life.